# Václav Mottl
Václav Mottl (Praag, 19 mei 1914 - Praag, 16 juni 1982) was een Tsjecho-Slowaaks kanovaarder.
Mottl won tijdens de Olympische Zomerspelen 1936 de gouden medaille in de C-2 10.000m samen met Zdeněk Škrlant.

## Belangrijkste resultaten

### Olympische Zomerspelen
| Editie | Plaats  | Resultaten  |
| ------ | ------- | ----------- |
| 1936   | Berlijn | C-2 10.000m |

### Wereldkampioenschappen vlakwater
| Jaar | Plaats  | Resultaten  |
| ---- | ------- | ----------- |
| 1938 | Vaxholm | C-2 10.000m |

1936: Václav Mottl & Zdeněk Škrlant ·
1948: Steve Lysak & Steve Macknowski ·
1952: Jean Laudet & Georges Turlier ·
1956: Gratsian Botev & Pavel Charin